# Shakhadat
Shakhadat är en ort i Azerbajdzjan.   Den ligger i distriktet Göyçay, i den centrala delen av landet, 190 km väster om huvudstaden Baku. Shakhadat ligger 76 meter över havet och antalet invånare är 1 747.
Terrängen runt Shakhadat är platt åt sydväst, men åt nordost är den kuperad. Terrängen runt Shakhadat sluttar söderut. Närmaste större samhälle är Geoktschai, 3,3 km nordost om Shakhadat.
Trakten runt Shakhadat består till största delen av jordbruksmark. Runt Shakhadat är det ganska tätbefolkat, med 134 invånare per kvadratkilometer.